# Анцано дел Парко
Анцано дел Парко (итал. Anzano del Parco) је насеље у Италији у округу Комо, региону Ломбардија.
Према процени из 2011. у насељу је живело 1616 становника. Насеље се налази на надморској висини од 323 м.

## Становништво
Према резултатима пописа становништва 2011. у општини је живело 1.757 становника.
| 1931. | 1936. | 1951. | 1961. | 1971. | 1981. | 1991. | 2001. | 2011. |
| ----- | ----- | ----- | ----- | ----- | ----- | ----- | ----- | ----- |
| 954   | 923   | 1.089 | 1.165 | 1.251 | 1.234 | 1.400 | 1.619 | 1.757 |